# Денис Аого
Денис Аого (Карлсруе, 14. јануар 1987) бивши је немачки фудбалер.
На репрезентативном плану, освојио је бронзану медаљу на Светском првенству 2010. са Немачком.